# Album (Tullio De Piscopo)
Album è un album di Tullio De Piscopo, pubblicato nel 1989.
Il disco contiene il brano E allora e allora, ventesimo classificato al Festival di Sanremo.

## Tracce
Lato A
1. E allora e allora – 3:49
2. Stop bajon – 4:26
3. Radio Africa – 4:51
4. Libero – 5:30
5. Good Times My Friend – 4:37

Durata totale: 23:13
Lato B
1. Andamento lento – 4:00
2. 'E fatto 'e sorde ! Eh? – 5:08
3. Namina – 3:04
4. I' sono 'e notte – 3:50
5. Drums In the Air – 6:10

Durata totale: 22:12